# Antiamerikanism
Antiamerikanism är ett begrepp som omfattar motvilja gentemot USA, dess statsmakt, politik (oftast utrikespolitik och försvarspolitik), kultur, inflytande, historia eller invånare.

## Teman
Antiamerikanism har olika ursprung där olika former av kritik tas upp. Oftast så kan det bero på amerikansk utrikespolitik (framförallt invasionerna av Vietnam, Afghanistan och Irak). Det kan också handla om amerikansk kultur, som många betrakter som skräpkultur och ofta ses som påträngande på andra kulturer, medvetet eller omedvetet (alltså, kulturimperialism). Andra teman inom antiamerikanismen är kapitalism (se antikapitalism) och militarism (se antimilitarism).

## Historik
Antiamerikanismens historia sträcker sig bakåt till slutet av 1800-talet och nådde klimax under vissa perioder av 1900-talet. Den sortens antiamerikanism var dock relativt mild, och under senare år har antiamerikanismen tagit sig allt våldsammare uttryck. Antiamerikanska strömningar är framförallt starka i länder i Mellanöstern och andra muslimska länder. Olika opinionsundersökningar har visat att en stor del av befolkningarna där känner en stark motvilja gentemot USA:s nuvarande regering, USA som stat och mot dess invånare.
Vissa stater bedriver öppet antiamerikansk propaganda, grundad på klassiska antiamerikanska motiv. Dit hör Iran och Nordkorea. Även USA:s tidigare fiender, däribland Nazityskland och Sovjetunionen har gjort detta.

### Antiamerikanism i USA
Efter andra världskriget kom främst kommunism att ses som antiamerikanskt och ett hot mot det amerikanska samhället, vilket ledde till den kommunistjakt (McCarthyism) som kom att bedrivas dels av senator Joseph McCarthys och dels av representanthusets House Un-American Activities Committee.

## Rasism
Under 1800-talet spreds Arthur de Gobineaus rasistiska läror i Europa. Närvaron av afroamerikaner och immigranter av "lägre kvalitet" i USA fick rasistiska tänkare att underskatta USA:s potential. Rasblandningen i Amerika skulle leda till den slutgiltiga degenerationen.